# Crossrail
Crossrail es una línea ferroviaria rápida que circula por debajo de la ciudad de Londres. Actualmente se denomina Elizabeth Line.
El nombre Crossrail también se utiliza para referirse a una de las dos rutas propuestas por la compañía Cross London Rail Links Ltd y se basa en un túnel de este a oeste entre las estaciones de Paddington y Liverpool Street. La segunda línea se conoce como la línea Chelsea-Hackney.
El proyecto Crossrail fue definitivamente aprobado el 5 de octubre de 2007 por el Gobierno británico, después de que se decidiera que el trabajo se llevara a cabo con fondos públicos y privados. El proyecto Crossrail recibió el dictamen favorable el 22 de julio de 2008 y, al final del año, se firmó el contrato definitivo con la aprobación de los fondos totales para los trabajos de construcción.
Fue inaugurada el 24 de mayo de 2022. Los trenes constan de 10 coches con 200 metros de largo en total y frecuencias con un promedio de alrededor de 24 trenes por hora durante las horas punta, en la sección de túnel que pasa por debajo de la ciudad de Londres. Las estaciones se integran con el resto de medios de transporte londinense.

## Características

Plano de la línea proyectada
Puntos violetas: estaciones en superficie
Puntos rojos: estaciones en túnel con transbordo
Puntos blancos: estaciones en superficie con transbordo

La línea Crossrail se basa en una doble vía con dirección este-oeste que pasa por debajo del centro de Londres, conectando la Línea ferroviaria del Gran Oeste en Paddington, con la Línea ferroviaria del Gran Este cerca de Stratford. Un segundo ramal se dirigirá desde la estación de Whitechapel, a través de los Docklands hacia una parte en desuso de la línea del norte de Londres, al otro lado del Támesis. La longitud total del tramo subterráneo es de 21 km, dividido en seis túneles de vía única, y para su perforación se usarán ocho tuneladoras.
Los trenes podrán unir las estaciones de cabecera sin parar en algunas de las estaciones.